# Paralcis argalea
Paralcis argalea là một loài bướm đêm trong họ Geometridae.